# François Botha
François Botha est un boxeur sud-africain né le 28 septembre 1968 à Witbank et reconverti dans le kick boxing au K1.

## Biographie
François Botha commence très jeune à boxer. À 6 ans, il lace ses premiers gants. Jusqu'en 1990, il dispute plus de 400 combats amateurs.
Il commence sa carrière professionnelle le 11 février 1990 par une victoire au 1er round. Il combat ensuite entre l'Afrique du Sud et les États-Unis. Entre 1990 et 1996, il dispute 35 combats et les remporte tous. Le 9 décembre 1995, grâce à son promoteur Don King, François Botha rencontre l'allemand Alex Schultz pour le titre vacant de champion du monde des poids lourds IBF. Il remporte le combat par décision partagée, mais 48 jours plus tard, l'IBF le destitue pour dopage aux anabolisants.
Le 9 novembre 1996, il se retrouve face à Michael Moorer qui a remporté le titre en battant Alex Schulz. À la fin du 11e round, Botha, épuisé, est sévèrement touché par des crochets du gauche de Moorer. Le round s'achève alors que Botha chute. Celui-ci regagne son coin, chancelant. Il est malgré tout donné en tête par un des 3 juges, les deux autres lui donnant alors 6 points de retard. En début de 12e reprise, Moorer ne donne que quelques coups à Botha qui répond mollement, trop éprouvé. L'arbitre arrête le combat.
En 1997, Botha combat à deux reprises et remporte les titres nord-américains NABA et NABF. En 1998, alourdi de plusieurs kilos, il n'affronte toutefois que deux boxeurs inconnus comptant beaucoup plus de défaites que de victoires. À la même époque, il s'adjoint les conseils de Panama Lewis, pourtant suspendu à vie après la tricherie de Luis Resto, cause de graves blessures pour Billy Collins. Le 16 janvier 1999, Botha affronte Mike Tyson, pour le retour de ce dernier après 18 mois de suspension. Il va dominer Tyson en début de combat, les 3 juges le donnant en tête après 4 rounds, mais une droite de l'ancien champion en fin de 5e reprise l'envoie à terre, il connait la deuxième défaite de sa carrière.
Il fait ensuite match nul contre Shannon Briggs puis bat Steve Pannell par KO technique au premier round. Il rencontre alors le champion du monde WBC et IBF, Lennox Lewis le 15 septembre 2000. Au 2e round, deux crochets du gauche successifs envoient Botha à terre. L'arbitre arrête le combat.
Il obtient 4 victoires consécutives, et obtient une nouvelle chance mondiale face à Wladimir Klitschko le 16 mars 2002, pour le titre mondial WBO. Il se présente sur le ring plus lourd que jamais et va à terre au 8e round sur une série de coups de l'ukrainien, subissant une nouvelle défaite. Il obtient ensuite une victoire contre Clifford Etienne le 27 juillet.
En 2003, il arrête sa carrière pour se convertir au K1. Entre 2003 et 2006, il combat 13 fois mais ne gagne qu'à deux reprises contre Peter Aerts (abandon sur blessure) et Jérome Le Banner (abandon à l'appel de l'extra round). Il fait un premier retour en boxe anglaise en 2007 en battant Bob Mirovic par décision unanime pour le titre mineur WBF, puis combat deux fois en 2008 en K1 pour une victoire et une défaite contre le français Gregory Tony.
Il revient alors en boxe anglaise. Encore alourdi de plusieurs kilos, il gagne malgré tout le titre mineur WBF contre Ron Guerrero le 6 février 2009, qu'il défend à deux reprises la même année. Mais le 10 avril 2010, il perd contre Evander Holyfield par arrêt de l'arbitre à la huitième reprise.
Après une nouvelle victoire contre Flo Simba le 4 juin 2011, il subit 6 défaites consécutives contre Michael Grant, Carlos Takam, Francesco Pianeta, Sonny Bill Williams, Joseph Parker et Andrzej Wawrzyk.

## Palmarès

### Palmarès amateur
- 378 victoires, 25 défaites.

### Palmarès professionnel
- 48 victoires (29 KO), 11 défaites, 3 matchs nuls
- Champion du monde WBF en 2009 et 2010
- Champion d'Amérique du Nord NABA en 1997
- Champion du Transvaal en 1991